# Лийская радиационная авария
Лийская радиационная авария началась 2 декабря 2001 года с обнаружения двух бесхозных источников радиации около Ингурской ГЭС в Цаленджихском районе в Грузии. Три жителя деревни Лия подверглись непреднамеренному облучению. Все трое получили травмы, один из них позже скончался. Авария произошла из-за неправильно демонтированных и оставленных без маркировки ядр РИТЭГов, оставшихся со времен Советского Союза. Международное агентство по атомной энергии (МАГАТЭ) руководило операциями по изъятию источников и организовало медицинскую помощь.

## Источник радиоактивного материала

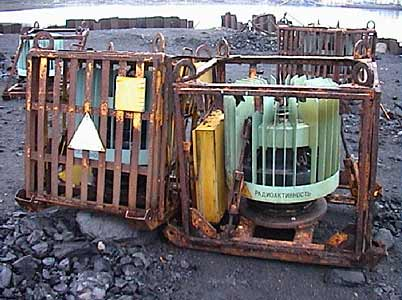
РИТЭГи, работающие на стронции-90, в состоянии разрушения. Похожие на те, что участвовали в Лийской аварии; однако ядра РИТЭГов в Лии были единственными оставшимися частями, без стальных рам и тепловых радиаторов. Остался только немаркированный серый металлический цилиндр, в котором находился радиоактивный материал.

В начале 1980-х годов была построена серия радиорелейных станций для связи Ингурской ГЭС со строящейся рядом ГЭС Худони. Эти станции находились в удаленных местах без надежного доступа к электричеству, поэтому их питали восемь РИТЭГов, изготовленных в 1983 году. Каждый РИТЭГ был типа Бета-М и работал на стронции-90, содержащем около 1295—1480 ТБк радиоактивности. Однако строительство ГЭС Худони было остановлено в преддверии независимости Грузии от Советского Союза. Станции и их РИТЭГи были заброшены и позже демонтированы. РИТЭГи были утеряны в это время. Два из них были обнаружены в 1998 году, без последствий. Еще два были найдены в 1999 году, также без последствий или значительного облучения. Еще два были найдены в 2001 году, что привело к аварии. Другие два источника остаются неучтенными. Источники не были маркированы и были изъяты из остального корпуса генератора. Они были тяжелыми для своего размера, весили 8-10 кг, несмотря на размеры 10x15 см. После их обнаружения было определено, что уровень радиации на поверхности источников составлял 4,6 Зиверта (Зв) в час. Полностью поглощенная доза в 5 Зв имеет 50% шанс на смерть. Исходная мощность дозы на момент их изготовления была бы значительно выше, но уменьшилась на 40% с тех пор из-за радиоактивного распада. Фактическая получаемая доза в час была бы ниже, если не прикасаться к источнику, так как радиация уменьшается с расстоянием согласно закону обратных квадратов.

## Авария
Трое мужчин из Лии (позднее обозначенные как пациенты 1-DN, 2-MG и 3-MB МАГАТЭ) отправились на 45-50 км лес над водохранилищем Ингури ГЭС для сбора дров. Они проехали по почти непроходимой дороге в снежную зимнюю погоду и обнаружили два контейнера около 18:00. Вокруг контейнеров не было снега на радиусе около 1 м, и земля парила. Пациент 3-MB поднял один из контейнеров и сразу же уронил его, так как он был очень горячим. Решив, что слишком поздно возвращаться, и осознав возможную полезность устройств как источников тепла, мужчины решили переместить источники на небольшое расстояние и разбить лагерь вокруг них. Пациент 3-MB использовал прочную проволоку, чтобы поднять один источник, и перенес его к скальному выступу, который мог бы обеспечить укрытие. Другие пациенты разожгли костер, затем пациенты 3-MB и 2-MG совместно переместили второй источник под выступ. Они поужинали и выпили немного водки, оставаясь рядом с источниками. Несмотря на небольшое количество алкоголя, всех их вскоре после этого начало сильно рвать, первый признак острой лучевой болезни (ОЛБ), через три часа после первого облучения. Рвота была сильной и продолжалась всю ночь, что привело к недостатку сна. Мужчины использовали источники для согрева, располагая их около спины на расстоянии до 10 см. На следующий день источники могли быть подвешены на спины пациентов 1-DN и 2-MG при загрузке дров в их грузовик. Они чувствовали себя очень усталыми утром и загрузили только половину дров, которые планировали. Вечером они вернулись домой.

## Последствия

### Медицинские
Через два дня после облучения, 4 декабря, пациент 2-MG посетил местного врача, но не упомянул о загадочном источнике тепла, и врач предположил, что он пьян. Тем не менее, полученное лечение улучшило его состояние. 15 декабря пациенты 1-DN и 2-MG почувствовали жжение и зуд в области поясницы, где находился источник радиации. Пациент 1-DN также потерял голос, но не обратился за медицинской помощью. Жена пациента 3-MB и брат пациента 2-MG узнали, что все трое мужчин болеют с похожими симптомами, включая нарастающее шелушение кожи, особенно на спине. Жена и брат обратились в полицию, которая порекомендовала всем троим мужчинам обратиться за медицинской помощью. Все трое пациентов были госпитализированы 22 декабря, и было установлено, что у них ОЛБ. Пациент 3-MB был выписан 23 января 2002 года, так как его травма была легкой. Остальные пациенты оставались в тяжелом состоянии, и правительство Грузии обратилось за помощью в МАГАТЭ. МАГАТЭ вмешалось: пациент 1-DN был отправлен в Федеральный медико-биофизический центр имени А.И. Бурназяна в Москве, а пациент 2-MG был отправлен в Военный госпиталь Перси в Париже. Пациент 2-MG был госпитализирован более года и нуждался в обширных кожных трансплантатах, но выжил и был выписан 18 марта 2003 года. Травмы пациента 1-DN оставались тяжелыми. Он получил наибольшее облучение в области спины, а также повреждения сердца и жизненно важных органов. На большей части верхней левой спины образовалась большая радиационная язва. Несмотря на интенсивную терапию, многократное применение антибиотиков, многочисленные операции и попытку кожной трансплантации, рана не зажила. Его состояние осложнялось туберкулезом, что препятствовало эффективному лечению повреждения легких. У него развился сепсис, и 1-DN умер от сердечной недостаточности 13 мая 2004 года, через 893 дня после первого облучения.

### Дозы
Радиационные дозы оценивались несколькими способами, но ясно, что пациент 2-MG получил наибольшую дозу. Ниже дозы измеряются в греях. Полная доза в 10 Гр смертельна в 99% случаев, доза в 6 Гр смертельна в 50% случаев при лечении, и доза в 2 Гр смертельна в 5% случаев при лечении. Локализованные дозы, особенно в местах, где у пациентов образовались радиационные язвы, могли быть значительно выше. Пациент 1-DN, несмотря на приемлемую дозу для всего тела от 2,8 до 5,4 Гр, получил 21-37 Гр в область плеча, что в конечном итоге привело к его смерти. В таблице ниже имеется некоторая неопределенность в измерениях. Метод калибровочной кривой основан на предполагаемом времени облучения, расстоянии и скорости. Это близко к дозам, определенным измерениями хромосомных аберраций, взятых из образцов крови, проанализированных в Грузинской Цитогенетической лаборатории. Также включены дозы, рассчитанные по методу Долфина, который использует несколько иной детектор. Другие люди в районе не были подвергнуты облучению.
| Источник оценки                                                    | Пациент | Пациент | Пациент |
| Источник оценки                                                    | 1-DN    | 2-MG    | 3-MB    |
| ------------------------------------------------------------------ | ------- | ------- | ------- |
| Расчет, калибровочная кривая                                       | 3.1     | 4.4     | 1.3     |
| Расчет, Метод Долфина                                              | 5.4     | 5.7     | 1.9     |
| Измерение, Грузинская цитогенетическая лаборатория                 | 2.8     | 3.3     | 1.2     |
| Измерение, Метод Долфина в Грузинской цитогенетической лаборатории | 3.0     | 4.3     | 2.3     |

### Изъятие источников
На следующий день после госпитализации грузинские власти попытались найти предполагаемые источники радиации, но плохая погода помешала им добраться до места. 29 декабря они предприняли повторную попытку и установили точное местоположение, также сняв видеоматериал. 4 января 2002 года правительство Грузии обратилось за помощью в МАГАТЭ. Первая попытка изъятия источников была предпринята двумя днями позже, но снова не удалась из-за погоды. Была проведена миссия по сбору фактов для определения наилучшего способа изъятия источников и их природы. Контейнеры были чрезвычайно прочными, что предотвращало потерю радиоактивного материала в любых, кроме самых экстремальных, условиях. Они выжили, будучи заброшенными в лесу более десяти лет, и не выделяли радиоактивного материала. Опасность радиации была локализована из-за выхода ионизирующего излучения. По этой причине МАГАТЭ намеревалось ждать весеннего таяния снега для изъятия источников, но опасения жителей привели правительство Грузии к настоянию на раннем изъятии. Тактически сложная миссия была успешно проведена 2—3 февраля 2002 года.
Миссия по изъятию столкнулась с многочисленными трудностями, главной из которых была зимняя погода. Деревня Поцхо Эцери использовалась в качестве базы операций. Специальный контейнер, обложенный 25 см свинцом и весивший 5,5 тонн, был создан для этой цели. Старый военный грузовик был переоборудован для перевозки контейнера. Были созданы специальные инструменты для манипуляции с источником и его помещения в контейнер. Группа из 41 человека была организована для поочередного обращения с источником, при этом каждый человек проводил у него не более 40 секунд. В конечном итоге, только 24 человека должны были непосредственно находиться рядом с источниками, и только эти 24 человека получили значительные дозы. Дозы радиации у рабочих контролировались, и самая высокая доза не превышала 1.16 мЗв, что составляет менее 10% дозы от полного КТ сканирования. Источники были успешно изъяты и осторожно доставлены полицией к постоянному месту хранения. Дозы, полученные между помещением источников в грузовик и закрытием крышки, оказались выше ожидаемых из-за присутствия брезента над грузовиком. Плохая погода помешала его удалению, и он отражал и рассеивал радиацию обратно на рабочих. МАГАТЭ также отметило, что лучшая конструкция инструментов, а также использование большего количества рабочих одновременно для обеспечения наблюдения сделали бы процесс быстрее и безопаснее. В целом, МАГАТЭ считало изъятие успешным, без крупных проблем с безопасностью.

## Анализ

международный символ для ионизирующего излучения, заметно отсутствующий на бесхозных источниках

Окончательный отчет МАГАТЭ пришел к выводу, что непосредственной причиной аварии было то, что источники не были помечены и не имели маркировки, и, следовательно, их опасность не могла быть известна. В отчете также осуждалось незаконное оставление источников. В отчете подчеркивалась важность базовых знаний о радиационных травмах у врачей и необходимость увеличения программ, направленных на повышение их осведомленности о признаках радиационного переоблучения. Первый врач, лечивший пациента 2-MG, не смог точно оценить причину травмы (частично из-за того, что 2-MG не упомянул о бесхозном источнике), что привело к задержке правильного лечения почти на три недели.
За период между распадом Советского Союза и 2006 годом МАГАТЭ обнаружило около 300 бесхозных источников в Грузии, многие из которых были утеряны на бывших промышленных и военных объектах, заброшенных после экономического краха после распада Советского Союза.